# Turmhügel Rothenberg
Der Turmhügel Rothenberg ist eine abgegangene hochmittelalterliche Höhenburg vom Typus einer Turmhügelburg (Motte) auf dem 470 m ü. NHN hohen „Rothenberg“ etwa 2800 Meter ostnordöstlich von Böhmfeld im Landkreis Eichstätt in Bayern. Die Anlage wird als Bodendenkmal unter der Aktennummer D-1-7134-0279 im Bayernatlas als „Burgstall des hohen Mittelalters“ geführt. 
Von der ehemaligen Mottenanlage ist noch der Turmhügel erhalten. 570 südöstlich davon befindet sich eine „Viereckschanze der Latènezeit“, die als Bodendenkmal unter der Aktennummer D-1-7134-0311 im Bayernatlas geführt wird.